# Adolf Spinnler
Adolf Spinnler (Svájc, Basel-Landschaft, Liestal, 1879. július 18. – 1950. november 20.) olimpiai bajnok svájci tornász.
Az 1904. évi nyári olimpiai játékokon indult tornában. Három számban vett részt. Egyéni összetettben bronzérmes, egyéni hármas összetettben aranyérmes lett. Egyes források az egyéni hármas összetettet vagy hárompróbát a tornához sorolják, de ez 100 yard futást, távolugrást és súlylökést foglalt magában. Spinnler a 64. lett ebben a számban.